# Helen Molyneux
Helen Molyneux   (Caerphilly, 1965) és una advocada i empresària gal·lesa, fundadora i antiga executiva en cap de la firma NewLaw Solicitors. Lidera un grup d'activistes que reivindiquen el paper de les dones al país, mitjançant la instal·lació d'estàtues de personalitats femenines gal·leses. El 2024 va ser inclosa en la llista anual 100 Women de la BBC.

## Biografia
Molyneux va néixer el 1965, a la ciutat gal·lesa de Caerphilly. Va estudiar dret a la Universitat de Cardiff i es va qualificar com a advocada el 1991.
El 24 d'abril de 2012, Newlaw es va convertir en el primer despatx gal·lès i la quarta en global en obtenir una llicència com a ABS per la Solicitors Regulation Authority britànica. La idea va sorgir, quan Molyneux va conèixer un senyor en un tren de Londres que era propietari d'una corredoria d'assegurances i van parlar d'aquest mercat; aleshores se'ls va ocórrer la idea de crear un despatx d'advocats que, subcontractat per companyies d'assegurances i corredors, gestionés les reclamacions per danys personals dels assegurats. El 2013, Molyneux va ser nomenada Dona Empresària de l'any per la Law Society, per haver donat feina a més de 470 persones al Regne Unit, generant més de 35 milions de lliures anuals en treballs amb marques de consum líders. Més tard, Molyneux va vendre l'empresa.
L'any 2014, l'advocada va ser nomenada directora de l'Institute of Welsh Affairs, una organització que dinamitza el teixit empresarial del País de Gal·les. Molyneux és també una de les fundadores de Women Angels of Wales, un grup d'àngels inversors.

## Dones gal·leses monumentals

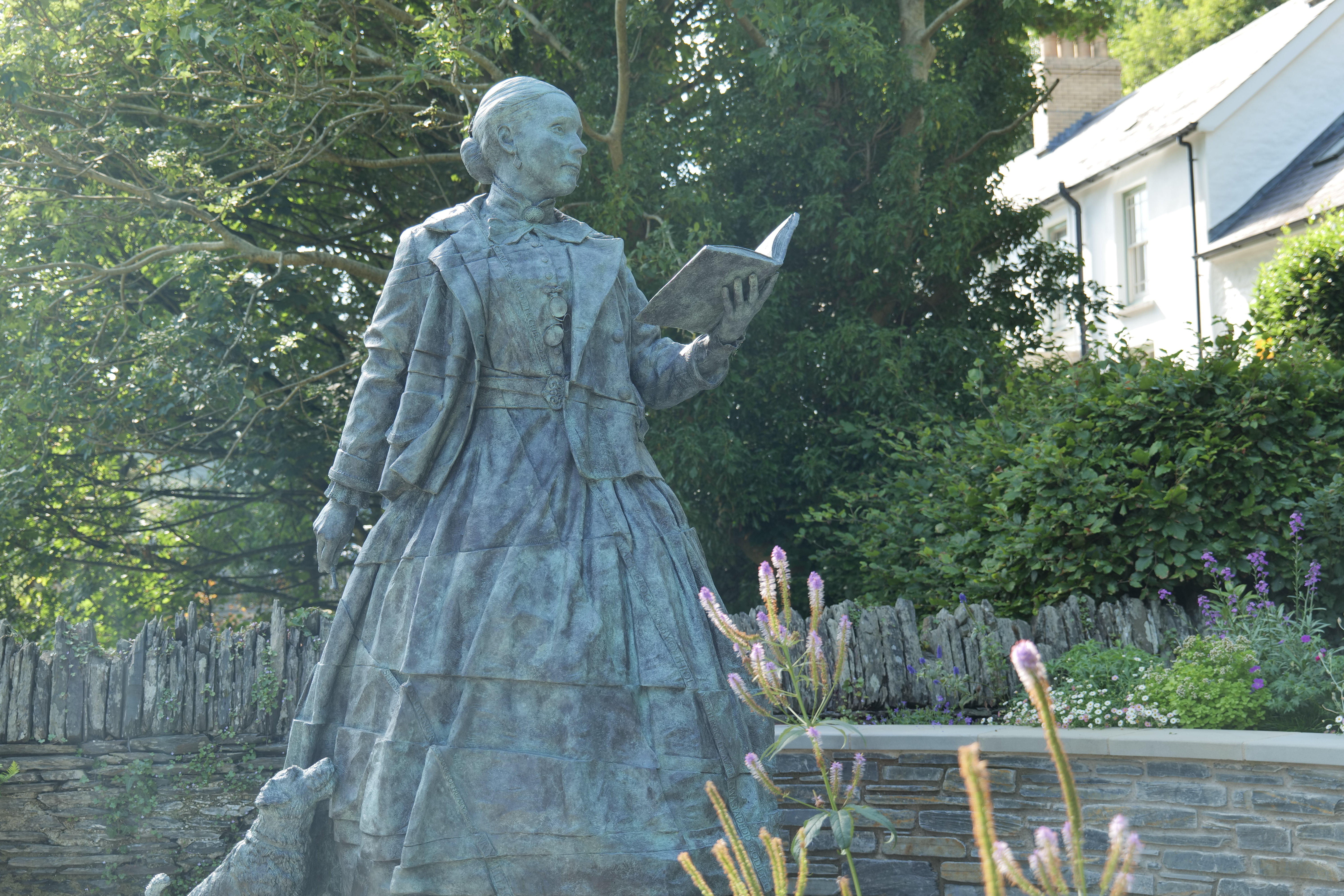
Estàtua de l'escriptora Sarah Jane Rees "Cranogwen".

El 2016, Molyneux i quatre persones més es van reunir per parlar de la manca d'estàtues a Gal·les dedicades a les dones; després van crear el grup Monumental Welsh Women amb l'objectiu de crear cinc estàtues arreu del país. La primera estàtua, de la directora Betty Campbell, es va inaugurar el setembre de 2021. Elaine Morgan i Cranogwen van inaugurar-se el 2024. Estan projectades dues estàtues més, d'Elizabeth Andrews i Lady Rhondda, i es va planificar un espectacle de teatre per donar-les a conèixer.

## Reconeixements
| Data | Premi                                                    | Concedit per                   |
| ---- | -------------------------------------------------------- | ------------------------------ |
| 2011 | Dona de l'any en el negoci legal                         | Welsh Women Mean Business      |
| 2011 | Gal·lesa de l'any                                        | Welsh Women Mean Business      |
| 2011 | Excel·lència en la gestió de pràctiques (menció d'honor) | Law Society                    |
| 2013 | Dona de l'any                                            | Law Society                    |
| 2015 | Doctorat Honoris Causa en Dret                           | Universitat de Gal·les del Sud |
| 2024 | Llista 100 Women                                         | BBC                            |